# بيتر أثيرتون
بيتر أثيرتون (بالإنجليزية: Peter Atherton)‏ هو لاعب كرة قدم بريطاني، ولد في 6 أبريل 1970 في ويغان في المملكة المتحدة. شارك مع منتخب إنجلترا تحت 21 سنة لكرة القدم. أما مع النوادي، فقد لعب مع برادفورد سيتي وبرمنغهام سيتي وشيفيلد وينزداي وكوفنتري سيتي ونادي هاليفاكس تاون وويغان أتلتيك.

## وصلات خارجية
- بيتر أثيرتون على موقع قاعدة بيانات كرة القدم.إي يو (الإنجليزية)
- بيتر أثيرتون على موقع Soccerbase.com (لاعب) (الإنجليزية)
- بيتر أثيرتون على موقع عالم كرة القدم.نت (الإنجليزية)